# 春日神社 (南山城村)
春日神社（かすがじんじゃ）は、京都府相楽郡南山城村にある神社。天児屋根命と天手力雄命を主祭神とする。

## 祭神
祭神は次の通り。
主祭神
- 天児屋根命、天手力雄命

## 歴史
17世紀に南都春日社より春日大神を勧請し、名張川の畔に奉ったとされているのが起源。現存する祭具等その他により、元禄享保年間には祭儀が行われていたとされている。高山ダム建設のため、昭和42年に現在地に移転された。本殿は建築様式が春日造であり、南山城村の神社本殿は、ほとんどがその系統に属するとされている。南山城村の多くの神社がそうであるように、本殿の規模は小さい。

## 粥占い
1月14日に行われる祭事。境内に据えられた釜に、宮司が用意した小豆と米、約15センチメートルの作物の品種を墨書きした竹筒8本を入れて粥炊きする。炊き上がると、宮司が竹筒の中身を確認し、中に入っている粥の量を見て本年の作物の豊作か凶作かを占うもの。多く入っていれば豊作と判断する。占いの判定は上上・上・上下・中上・中・中下・下の7区分。扱われる作物は稲の早稲、中稲、晩稲、茶、大豆、小豆、甘藷、馬鈴薯である。この行事はヨンナカダメシ（世の中試し）とも称している。

## 年中行事
- 元旦祭（1月1日）
- 粥占い（1月14日）
- 粥おろしの神事（1月21日）
- オトナ六人衆によるゴオウサン作り（1月22日）
- 春の大祭（4月中旬）
- 豊作祈願祭（6月29日）
- 宮籠り（9月15日）
- 秋祭り（10月17日）
- お煤払い（12月20日）
- 大祓祭　除夜祭　人形流し（12月31日）

## 交通
JR関西本線月ケ瀬口駅より約4.5キロメートル、徒歩約60分。

## ギャラリー

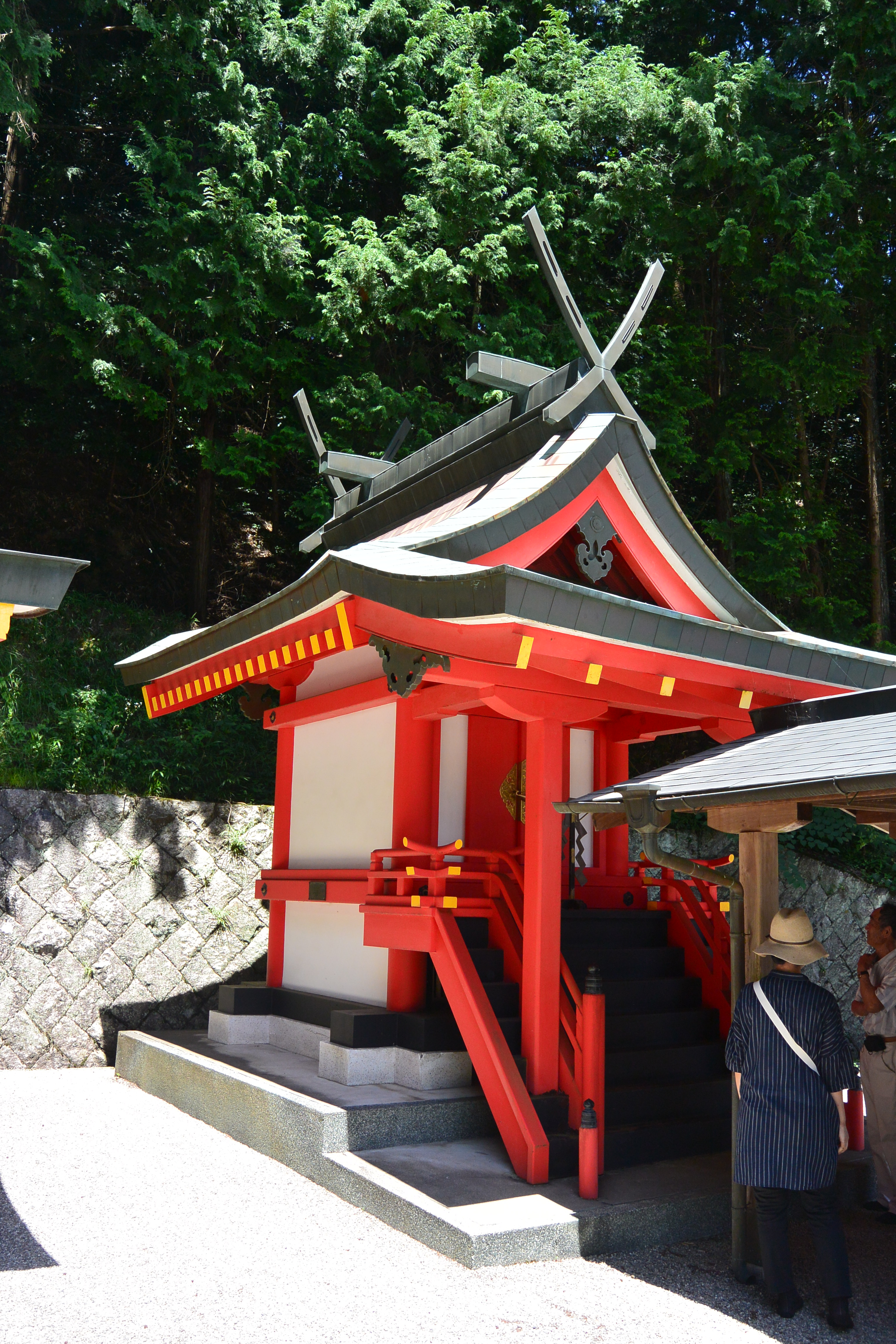
拝殿の奥にある天児屋根命のお社、右の写真とともに特に許可を受けて撮影
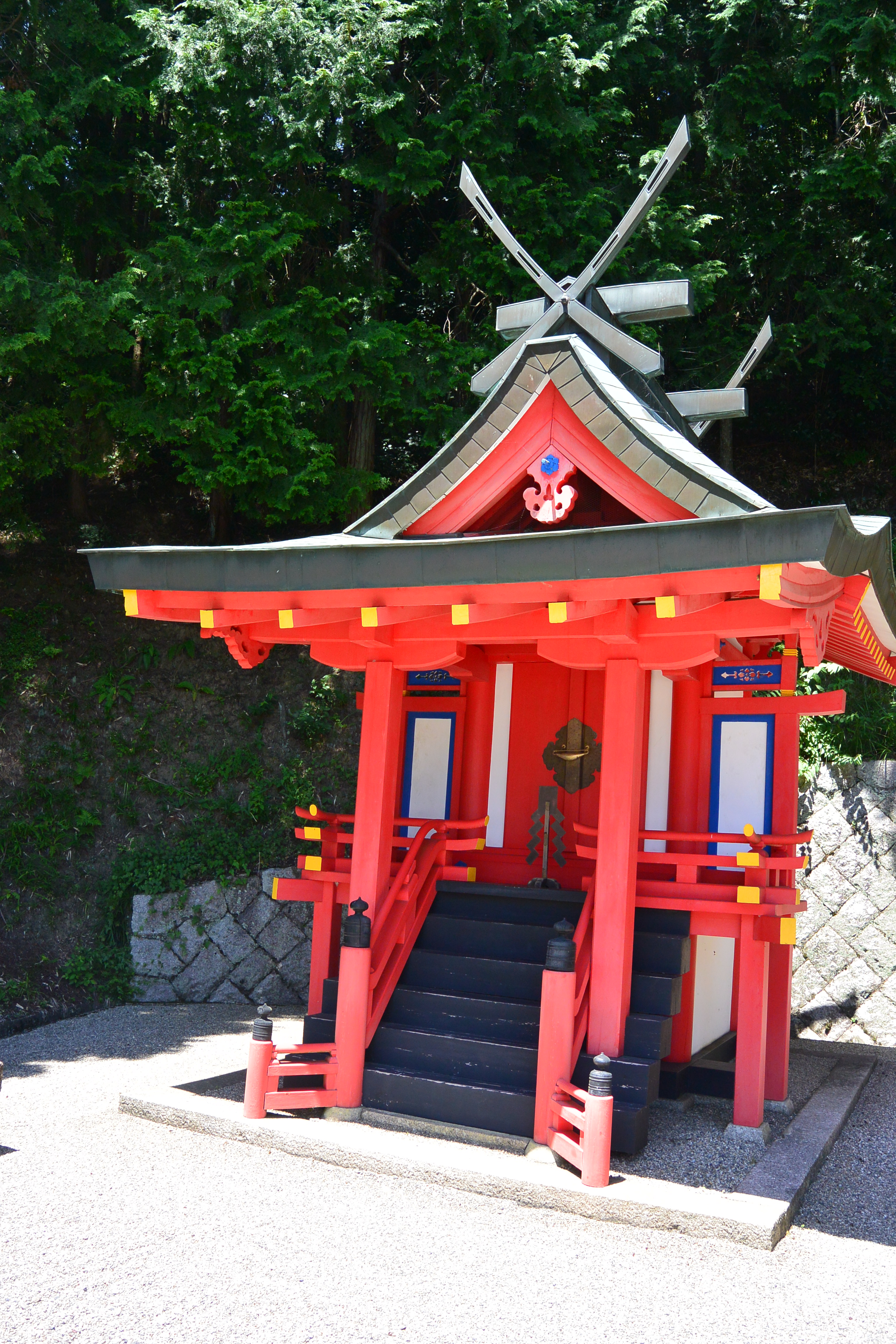
天児屋根命の左側に祭られている天手力雄命のお社
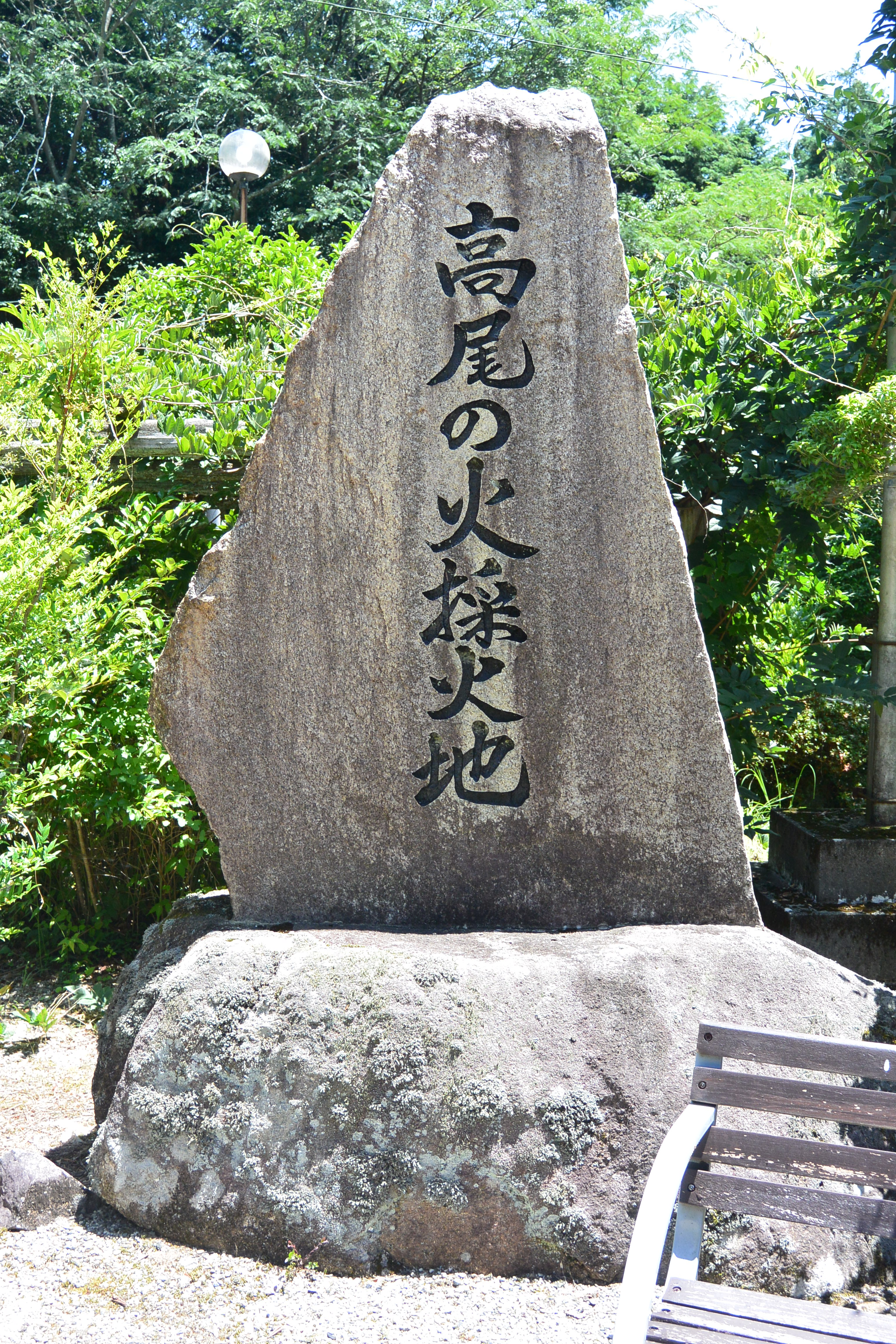
境内にある京都国体の聖火の採火地の碑
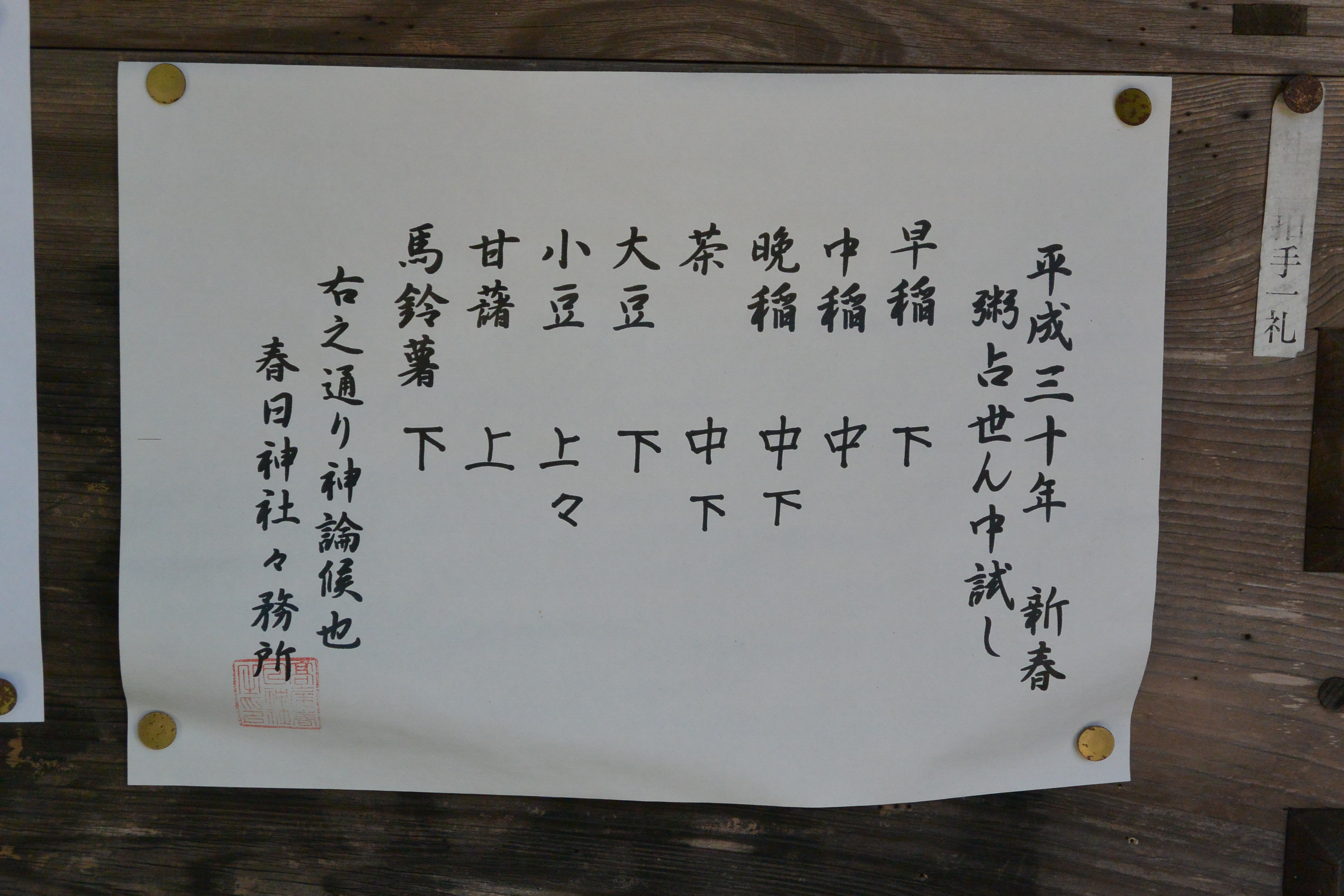
2018年の粥占いの結果の掲示